# Amana angulifera
Amana angulifera är en fjärilsart som beskrevs av Walker 1855. Amana angulifera ingår i släktet Amana och familjen Epicopeiidae. Inga underarter finns listade i Catalogue of Life.